# إليزابيث ماكليود
إليزابيث ماكليود هي كاتِبة كندية، ولدت في القرن العشرين.